# Marinekorps Flandern
Das Marinekorps Flandern war ein deutscher militärischer Großverband, der im Ersten Weltkrieg an der Westfront eingesetzt wurde. Der Name leitete sich vom belgischen Landesteil Flandern ab, in dem das Korps zur Küstensicherung gebildet worden war. Es war auch zuständig für die von Flandern ausgehenden Operationen der See- und Luftstreitkräfte im Ärmelkanal bis zur Irischen See. Kommandierender Admiral war von der Gründung bis Dezember 1918 Ludwig von Schröder. Das Marinekorps Flandern war verfügungsmäßig wie disziplinarrechtlich der Kaiserlichen Marine unterstellt, wurde aber durch entsprechende Befehle in die Gesamtstrategie des Heeres eingebunden. Es verfügte über eigene See- und Luftstreitkräfte.

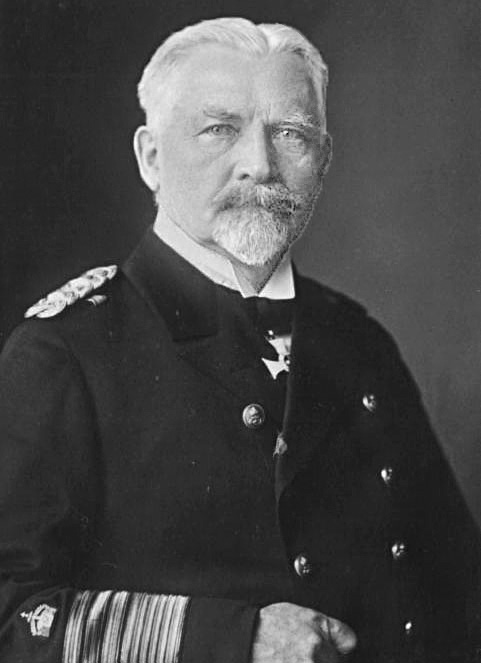
Admiral Ludwig von Schröder

## Aufstellung, Gliederung und Einsatz

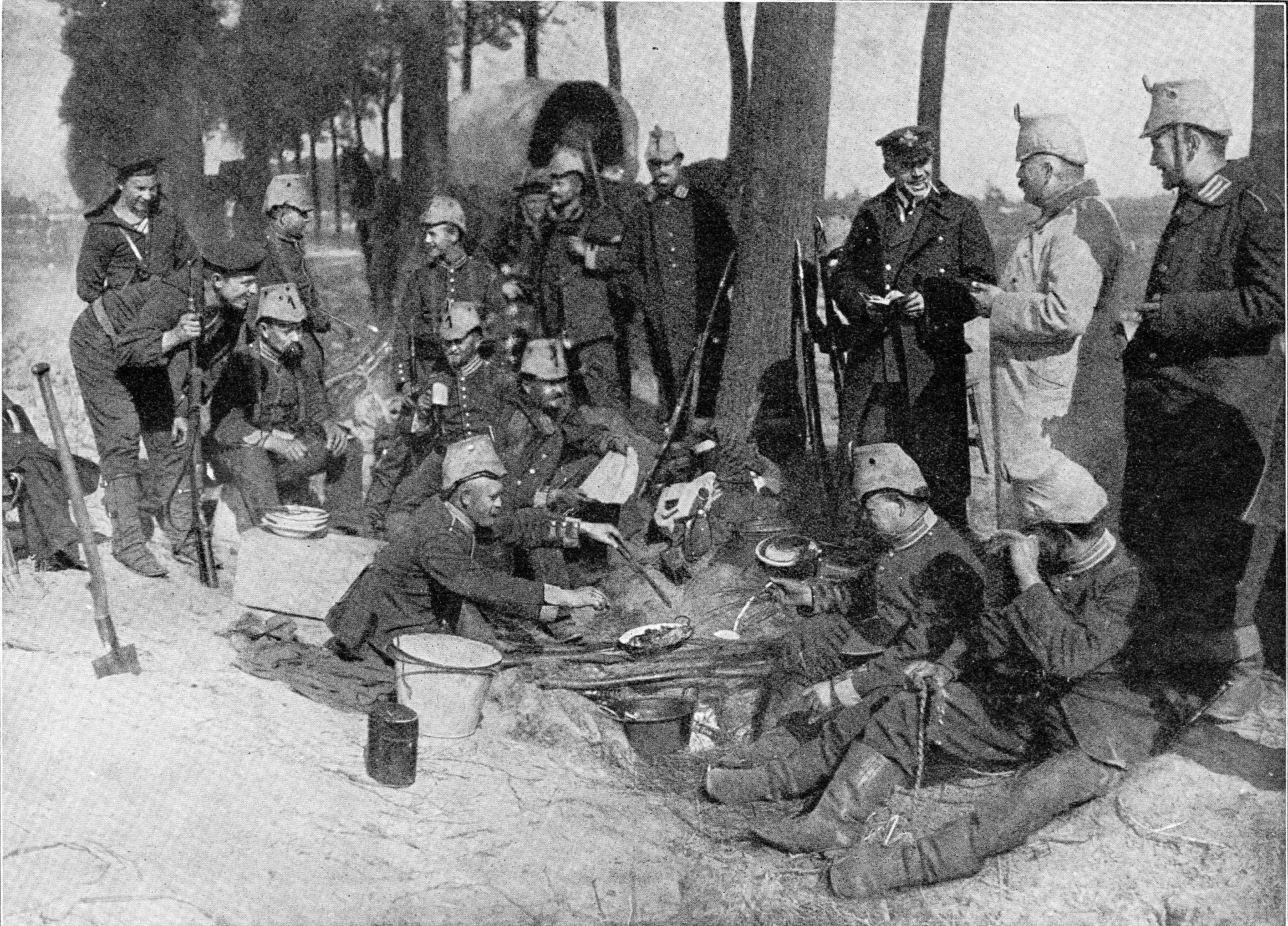
Offiziere und Mannschaften des Seebataillons und der Marinedivision vor Antwerpen 1914/15

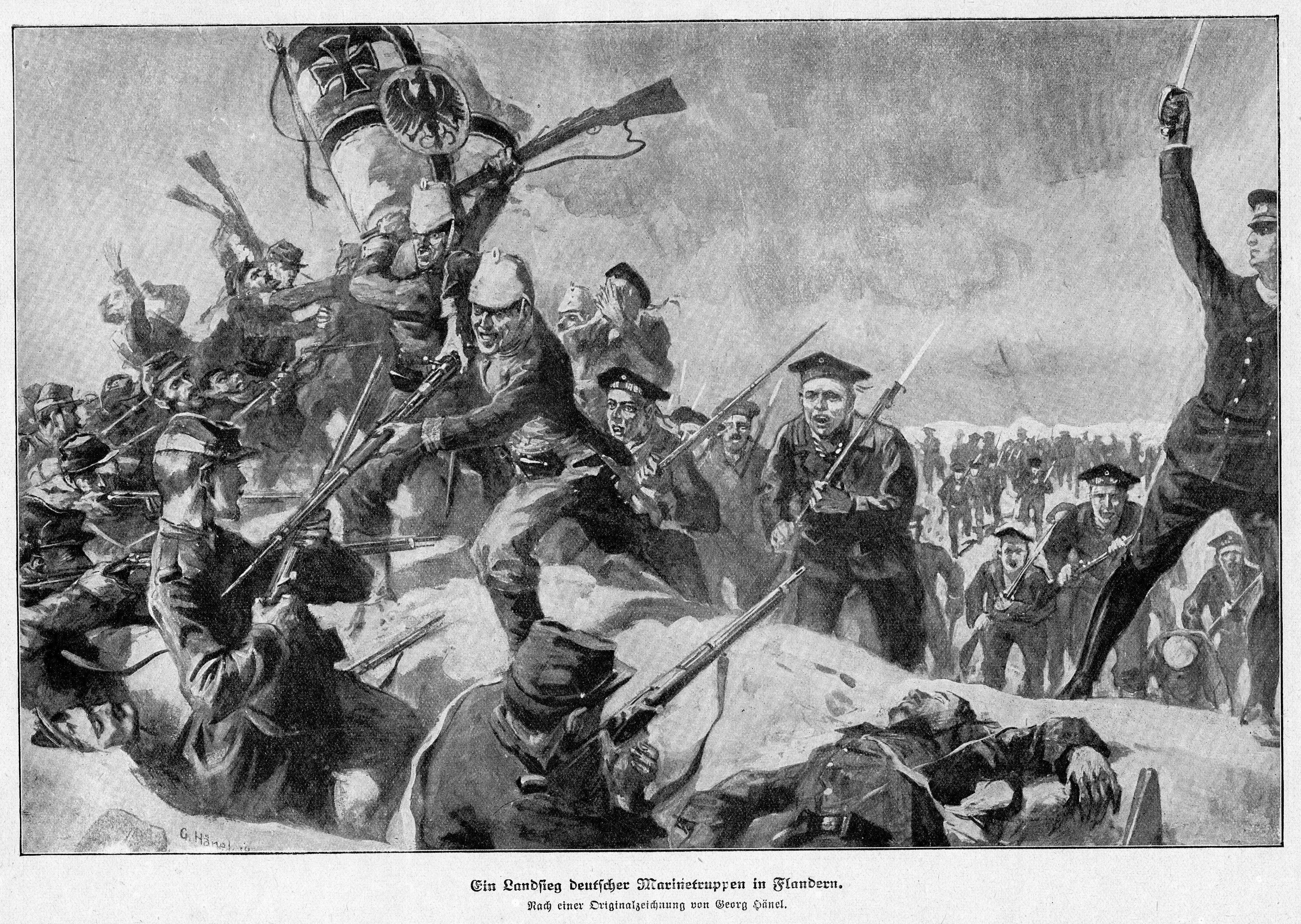
Ein Landsieg deutscher Marinetruppen in Flandern. Zeitgenössische Darstellung von Georg Hänel. Illustrirte Zeitung 1916

Unmittelbar nach dem Kriegsausbruch im August 1914 stellte die Kaiserliche Marine aus den drei vorhandenen Seebataillonen und der Matrosenartillerie eine Marinebrigade auf, die noch im selben Monat zur Marine-Division erweitert und am 29. November 1914 in 1. Marine-Division umgebildet wie umbenannt wurde. Nachdem am 8. November 1914 die 2. Marine-Division aufgestellt worden war, wurden beide Einheiten am 15. November im Marinekorps Flandern zusammengefasst. Neben Personal der Kaiserlichen Marine setzte sich das Korps im geringen Umfang auch aus Landwehreinheiten des IX. Armeekorps in Altona und des X. Armeekorps in Hannover zusammen.
Das Korps wurde weitgehend aus überschüssigem seemännischen Personal der Kaiserlichen Marine rekrutiert. Dieser Personalüberhang war aufgrund der auch für die Kaiserliche Marine geltenden Wehrpflicht entstanden. Durch die Mobilmachung waren viele Reservisten eingezogen worden, die auf den schwimmenden Einheiten nicht verwendet werden konnten.
Am 1. Juni 1917 wurde die 3. Marine-Division aufgestellt. Sie setzte sich neben drei Marine-Infanterie-Regimentern auch aus Husaren des Husaren-Regiments Nr. 7, Pionieren und Feldartillerie zusammen. Sie unterstand direkt der Obersten Heeresleitung.
Zuletzt unterstand das Marinekorps der Heeresgruppe „Kronprinz Rupprecht“. Das Korps wurde vermutlich Anfang 1919 aufgelöst; spätestens jedoch mit der Gründung der Vorläufigen Reichsmarine am 16. April 1919.

### Seeflieger
Ende 1914 wurden das Kommando des Luftfahrtwesens des Marinekorps unter Kapitän zur See Hans Herr aufgebaut, am 7. Dezember die Seeflugstation Zeebrügge unter Oberleutnant zur See Friedrich von Arnauld de la Perière eingerichtet. 1915 wurden zwei Marine-Landfliegerabteilungen gebildet, die später in Marine-Feldflieger umbenannt wurden. Am 21. Dezember wurde mit Dover zum ersten Mal ein britischer Küstenort bombardiert, 1916 auch London.
Im Juni 1917 gliederten sich die Seeflieger wie folgt:
Kommandeur: Korvettenkapitän Gerhard Stubenrauch (1880–1931)
- Seeflugstation Flandern I – Zeebrügge (Oberleutnant der Reserve Friedrich Christiansen), 35 C-Flugzeuge
- Seeflugstation Flandern II – Ostende, 16 C-Flugzeuge
- Seefrontstaffel Nieuwmunster, 18 Jagdflugzeuge
- Gruppenkommandeur der Küstenflieger (Korvettenkapitän Franz Schröter)
  - Küsta I – Zeebrügge
  - Küsta II – Ostende
  - Küsta III – Uitkerke
  - Küsta IV – Uitkerke
  - Schusta I – Uitkerke
  - Schusta II – Uitkerke
- Marine-Jagdgruppe
  - Jasta I – Jabbeke
  - Jasta II – Jabbeke
- I Feld – Vlissegem, 6 Flugzeuge
- II Feld – Gistel, 6 Flugzeuge
- Gruppenführer der Fernlenkwaffe (Kapitänleutnant der Reserve von Ketelhodt)
  - Fernlenkzug I, zwei Fernlenkboote und ein Fernlenk-Flugzeug
  - Fernlenkzug II, ebenso

### U-Boote
Mit dem Eintreffen von U 12 am 9. November 1914 in Zeebrügge begann der von Flandern aus gestützte U-Boot-Krieg im Ärmelkanal und in der Irischen See. Am 29. März 1915 wurde die „U-Flottille Flandern“ gebildet. Im Oktober 1917 wurde die Flottille geteilt (I und II). Führer der U-Boote Flandern wurde am 29. März 1915 Korvettenkapitän Karl Bartenbach (1881–1949). Beide Flottillen versenkten zusammen 2554 Schiffe bzw. Fahrzeuge und verloren 80 U-Boote mit 145 Offizieren und mehr als 1000 Mannschaften. Sie wurden im Oktober 1918 aufgelöst und die Einheiten nach Deutschland verlegt.

### Zerstörer und Torpedoboote
Am 28. April 1915 wurde die „Torpedobootflottille Flandern“ unter Kapitänleutnant Kurt Aßmann gebildet. Sie operierte gemeinsam mit Wasserflugzeugen und diente der Abwehr gegnerischer Invasionsversuche, dem Schutz von Minensuchern und der Rettung abgestürzter Flugzeugbesatzungen. Außerdem operierte sie offensiv gegen Dover und die französische Küste. Mitte Mai 1918 bestand die T-Flottille Flandern aus zwei Halb-Flottillen, der 1. unter Kapitänleutnant Hermann Densch und der 2. unter Kapitänleutnant Günther Lütjens.
Ende Februar 1916 wurde eine Halbflottille von Torpedobootszerstörern unter dem Befehl von Korvettenkapitän Paul Cleve gebildet, der die Boote V 47, V 67 und V 68 angehörten. Unmittelbar nach der Skagerrakschlacht wurde eine zweite Halbflottille gebildet, der unter anderem kurzzeitig G 102 zugeordnet wurde. Die Boote der „Zerstörer-Flottille Flandern“ führten in der Hauptsache einen Kleinkrieg zur See zur Zerstörung britischer Minen und Sperrnetze, insbesondere die der Dover-Sperre, die den Einsatz der deutschen U-Boote behinderten. Partiell erhielten sie erhebliche Verstärkung von der Hochseeflotte (es wurden zeitweise zwei komplette Torpedoboots-Flottillen in Ostende und Zeebrügge stationiert) und führten Angriffe bis nach Calais sowie Küstenbeschießungen durch. Ab 1917 waren ständig eine Torpedobootsflottille der Hochseeflotte mit ihren modernen und kampfkräftigen Booten in Zeebrügge bzw. Ostende stationiert. Ende September 1918 wurden die fahrbereiten Einheiten aus Flandern evakuiert; die nicht fahrbereiten großen T-Boote wurden gesprengt, während die kleineren und langsamen A-I-Boote in die Internierung in die Niederlande gingen.

### Minensuch-Halbflottille Flandern
Sie bestand Mitte Mai 1918 aus zwei Gruppen mit insgesamt sieben alten Torpedobooten unter dem Kommando von Kapitän zur See der Reserve Schladebach und einer Bootsabteilung mit einer unbekannten Anzahl von Fischerbooten, Schleppern, Barkassen und Motorbooten unter Leitung von Korvettenkapitän der Reserve Zedel.

### Hollandstellung
Im Hinterland bemannte man weite Teile der ab Sommer 1916 gebauten Hollandstellung.

### Küstenbatterien
Die Küstenbatterien gliederten sich in die Küstenverteidigung Ost und die Küstenverteidigung West. In der Nähe von Ostende befanden sich auch zwei Luftabwehrbatterien, „Großherzog“ und „Friedrich“. Außerdem bestanden hier besondere Batterien, die direkt dem Einfahrtkommandanten unterstellt waren: „Blücher“, „Eylau“, „Gneisenau I“, „Seekamp“ und „Württemberg“. Die Batterien trugen oft Namen von außer Dienst gestellten schwimmenden Einheiten, von denen die Geschütze stammten.

#### Küstenverteidigung Ost
- Batterie „Kaiser Wilhelm“ in Knokke am Zegemeer, vier 30,5-cm-Geschütze, Reichweite 37.500 m.
- Batterie „Hessen“ in Uitkerke: vier 28-cm-Geschütze, Reichweite 27.700 m.
- Batterie „Braunschweig“ in Knokke, vier 28-cm-Geschütze.
- Batterie „Hertha“ in Wenduine, vier 21-cm-Geschütze
- Batterie „Schleswig-Holstein“, zwei 17-cm-Geschütze, Reichweite 24.000 m.
- Batterie „Augusta“ in Heist (Duinbergen), drei 15-cm-Geschütze, Reichweite 24.000 m.
- Batterie „Hamburg“ in Knokke, vier 10,5-cm-Geschütze, Reichweite 12.700 m.
- Batterie „Bremen“ in Knokke, vier 10,5-cm-Geschütze.
- Batterie „Lekkerbek“ in Knokke, zwei 8,8-cm-Geschütze, Reichweite 7.000 m.
- Batterie „Schützennest“ in Knokke, sechs 5-cm-Geschütze, Reichweite 3.000 m.

##### Hafenschutzgruppe Zeebrügge
- Batterie „Friedrichsort“ westlich Zeebrügge, vier 17-cm-Geschütze, Reichweite 21.300 m.
- Batterie „Lübeck“ in Zeebrügge, Nähe Hafenmole, zwei 15-cm-Geschütze, Reichweite 18.700 m.
- Batterie „Mole“, drei 10,5-cm-Geschütze, zwei 8,8-cm-Geschütze.[1]
- Batterie „Kanal“ in Zeebrügge, vier 8,8-cm-Geschütze.
- Batterie „Leopoldskanal“ in Zeebrügge, zwei 5,2-cm-Geschütze Reichweite 7.100 m.
- Batterie „Kaiserin“ in den Dünen von Blankenberge, vier 15-cm-Geschütze Reichweite 18.700 m.

##### Hafenschutzgruppe Blankenberge
- Batterie „Groden“, vier 28-cm-Haubitzen, Reichweite 10.400 m.
- Batterie „Mittel“, drei 10,5-cm-Geschütze, Reichweite 12.700 m.
- Batterie „Hafen“, vier 8,8-cm-Geschütze Reichweite 7.000 m.

#### Küstenverteidigung West
- Batterie „Deutschland“ zwischen Bredene und Klemskerke, nach der Lage eines Hofes auch Batterie „Jacobinessen“ genannt, vier 38-cm-Geschütze, Reichweite 38.000 m.
- Batterie „Pommern“ in Koekelare, ein 38 cm, Reichweite 47.000 m. Das Geschütz war ursprünglich für eine Einheit der Bayern-Klasse vorgesehen gewesen.
- Batterie „Tirpitz“ bei Stene südwestlich von Ostende, vier 28 cm, Reichweite 35.000 m.
- Batterie „Preußen“ bei Bredene, vier 28 cm, Reichweite 27.400 m.
- Batterie „Hannover“ bei Vlissegem, drei 28 cm, Reichweite 27.000 m.

##### Nahkampfgruppe Mariakerke
- Batterie „Oldenburg“ in Raversijde bei Leffinge, vier 17 cm, Reichweite 18.300 m. Sie war als alleinstehende Bauernhäuser bzw. Scheunen getarnt.
- Batterie „Gneisenau“ in Ostende auf dem Deich, vier 17 cm, Reichweite 18.300 m.
- Batterie „Cecilie“ in Mariakerke, vier 15 cm, Reichweite 15.800 m.
- Batterie „Aachen“ bei Raversijde, vier 15 cm, Reichweite 18.700 m. Die beim Kriegsende gesprengte Batterie ist heute Teil des Freilichtmuseums Atlantikwall.
- Batterie „Beseler“ in Mariakerke, vier 15 cm.
- Batterie „Antwerpen“ in Raversijde, vier 10,5 cm, Reichweite 12.200 m.

##### Hafenschutzgruppe Ostende-Ost
- Batterie „Hindenburg“, vier 28 cm, Modell 1887, Reichweite 12.300 m.
- Batterie „Schlesien“, vier 17 cm, Reichweite 24.000 m.
- Batterie „Ludendorff“, vier 15 cm, Reichweite 18.700 m.
- Batterie „Irene“, drei 15 cm, Reichweite 12.600 m.

## Uniformierung
Das Marinekorps Flandern war anfänglich mit sehr gemischten Uniformen ausgestattet. Die Seesoldaten trugen die Uniformen der Seebataillone, Matrosen blaues oder weißes Matrosenzeug, über dem feldgrau gefärbtes Arbeitszeug getragen wurde. 1915 wurde das Korps einheitlich mit feldgrauen Uniformen ausgestattet, zu denen jedoch Dienstgradabzeichen der Marine als Schulterstücke oder Ärmelstreifen oder aber in Kombination getragen wurden. Die Mannschaften trugen weiterhin die Kopfbedeckung der Marine.

## Kommandeure
- Admiral Ludwig von Schröder (15. November 1914 – 12. Dezember 1918)
- Vizeadmiral Friedrich Schultz (13. Dezember 1918 – 31. Januar 1919)